# Bolbomorphus gibbosus
Bolbomorphus gibbosus là một loài bọ cánh cứng trong họ Endomychidae. Loài này được miêu tả khoa học năm 1887 bởi Gorham.